# Bull Moose Jackson
Benjamin Clarence Jackson  (Cleveland, 22 april 1919 - aldaar, 31 juli 1989) was een Amerikaans muzikant (tenorsaxofoon, zang) en orkestleider van de swing, blues en rhythm-and-blues.

## Biografie
Jackson leerde als kind viool spelen, omdat zijn ouders dat wilden. Zijn bijnaam Bull Moose kreeg hij, omdat zijn vrienden vonden, dat hij leek op een eland. Als jeugdige leerde Jackson saxofoon spelen.
Jackson begon zijn muziekcarrière in de formatie The Harlem Hotshots, toen hij nog de highschool bezocht. In 1943 werd hij door orkestleider Lucky Millinder te werk gesteld als saxofonist. Als vervanger voor Wynonie Harris begon hij te zingen in een show in Texas. Ten slotte overtuigde Millinder hem om in juli 1945 een platencontract als solist af te sluiten bij het King Records-dochterlabel Queen Records om r&b-nummers op te nemen.
Zijn eerste hitsucces had Jackson in juli 1948 met I Know Who Threw the Whiskey, die betrekking had op Millinders song Who Threw the Whiskey in the Well? en die überhaupt de eerste single was in de catalogus van Queen Records. Toen Queen Records na slechts 75 singles weer werd stopgezet, wisselde hij naar het moederlabel King Records, dat in maart 1948 zijn eerste r&b-hitsucces All My Love Belongs To You kon presenteren. In augustus 1947 nam hij zijn grootste succes I Love You, Yes I Do van Henry Glover op, dat zich plaatste op de toppositie van de r&b-hitlijst en waarvan een miljoen exemplaren werden verkocht.
Hier is ook de door hem net geformeerde eigen band The Buffalo Bearcats te horen, waarmee hij in de opvolgende vijf jaar talrijke platen in verschillende muziekrichtingen opnam, zo ook romantische crooner-songs en jumpblues-nummers. Ofschoon verborgen als B-kant, plaatste I Want A Bowlegged Woman zich in 1948 in de hitlijst (#5), net als zijn grootste r&b-hit I Can't Go On Without You, die zich na het uitbrengen in mei 1948 acht weken plaatste op de toppositie van de r&b-hitlijst. In hetzelfde jaar trad hij met Millinder ook op in de film Boarding House Blues. Eind jaren 1940 en begin jaren 1950 ging Jackson op talrijke tournees door de Verenigde Staten. Vanaf 1951 speelden in zijn band ook enkele muzikanten, waaronder de bop-componist en arrangeur Tadd Dameron (piano), Benny Golson (tenorsaxofoon), de latere Jazz Messengers-bassist Jymie Merritt en Johnny Coles, Frank Wess en Philly Joe Jones.
Jackson nam nog tot 1955 platen op. Toen zich de muzikale voorkeur veranderde, trok hij zich een poos terug uit de muziekbusiness en werkte hij bij een cateringbedrijf in Washington D.C.. In 1961 nam hij opnieuw succesvol zijn hit I Love You, Yes I Do op bij het kleinere label Seven Arts.
Begin jaren 1980 trad Jackson op met de Pittsburghse r&b-revivalband The Flashcats, die zijn nummers speelden en in 1985 speelde hij met die band het album Roosemania in. Daarna ging Jackson nog op tournee.

## Overlijden
Bull Moose Jackson overleed in juli 1989 op 70-jarige leeftijd aan de gevolgen van longkanker.

## Discografie
Queen Records
- 1945: The Honeydripper / Hold Me Joe
- 1945: Bull Moose Jackson Blues / We Ain't Got Nothing but the Blues
- 1946: I Know Who Threw the Whiskey (In the Well) / Bad Man Jackson That's Me

King Records
- 1947: I Love You, Yes I Do / Sneaky Pete
- 1948: All My Love Belongs to You / I Want a Bowlegged Woman
- 1948: I Can't Go On Without You / Fare Thee Well, Deacon Jones
- 1948: Cleveland, Ohio Blues / I Know Who Threw the Whiskey in the Well
- 1948: Love Me Tonight / We Can Talk Some Trash
- 1949: Don't Ask Me Why / Oh John
- 1949: Little Girl Don't Cry / Moosey
- 1949: Houston Texas Gal / Come Back to Me
- 1949: Why Don't You Haul Off and Love Me / Is That All I Mean to You
- 1950: Must You Go / Not Until You Came My Way
- 1950: A Fool in Love / Let Your Conscience Be Your Guide
- 1950: Sometimes I Wonder / Time Alone Will Tell
- 1951: Without Your Love / Have You No Mercy?
- 1951: Wonder When My Baby's Coming Home / Trust In Me
- 1951: I'm Lucky I Have You / Cherokee Boogie
- 1952: Nosey Joe / Sad
- 1952: (Let Me Love You) All Night Long / Bootsie
- 1952: There Is No Greater Love / Bearcat Blues
- 1952: Big Ten Inch Record / I Needed You
- 1953: Meet Me With Your Black Dress On / Try to Forget Him Baby
- 1955: I Wanna Hug Ya, Kiss Ya, Squeeze Ya / If You Ain't Lovin' You Ain't Livin'

Warwick
- 1960: More of the Same / I Found My Love